# Spodoptera trajiciens
Spodoptera trajiciens är en fjärilsart som beskrevs av Walker 1865. Spodoptera trajiciens ingår i släktet Spodoptera och familjen nattflyn. Inga underarter finns listade i Catalogue of Life.